# Кілмарнок (футбольний клуб)
«Кілмарнок» (шотл. Kilmarnock Football Club) — професійний шотландський футбольний клуб з міста Кілмарнок. Виступає у шотландському Прем'єршипі. Домашні матчі проводить на стадіоні «Реґбі Парк», який вміщує 18 128 глядачів.

## Історія
Футбольний клуб «Кілмарнок» було засновано 5 січня 1869 року. Хоча клуб і не був серед членів-засновників шотландської футбольної асоціації в 1873 році, він приєднатися до них вчасно, щоб взяти участь у першому розіграші Кубка Шотландії в 1873-74. І в 1873 році Кілмарнок взяв участь у першому в історії офіційному матчі Кубка Шотландії проти нині неіснуючої команди «Рентон». В 1895 році «Кілмарнок» вступив до футбольної ліги Шотландії.
Найбільшого успіху клуб досяг в 1965 році під керівництвом Вільяма Ведела. В останній день сезону команда відправилася в гості до «Гартс» на стадіон «Тайнкасл», де їм потрібна була перемога лише з рахунком 2-0. Незабутня перемога 2-0 зробила «Кілмарнок» чемпіоном вперше і, поки що, востаннє.

## Досягнення
- Чемпіонат Шотландії:
  - Чемпіон (1): 1964-65
  - Срібний призер (4): 1959-60, 1960-61, 1962-63, 1963-64
- Кубок Шотландії:
  - Володар (3): 1919-20, 1928-29, 1996-97
  - Фіналіст (5): 1897-98, 1931-32, 1937-38, 1956-57, 1959-60
- Кубок Шотландської ліги:
  - Володар (1): 2011-12
  - Фіналіст (5): 1952-53, 1960-61, 1962-63, 2000-01, 2006-07